# Pellenes marionis
Pellenes marionis är en spindelart som först beskrevs av Schmidt, Krause 1994.  Pellenes marionis ingår i släktet Pellenes och familjen hoppspindlar. Inga underarter finns listade i Catalogue of Life.